# 单花百合
单花百合（学名：Lilium stewartianum）为百合科百合属下的一个种。它们是中国的特有种，分布于云南西北部，但亦可能分布在西藏。其栖息地位于海拔3600-4300米的多石空旷草地和森林边缘。在形态上，它们和哈巴百合与绿花百合相近。

## 保育现状
在中国物种红色名录中，单花百合被列为绝灭。

## 扩展阅读
- 維基物種上的相關：单花百合